# Adolf Muschg
Adolf Muschg (Zollikon, (Zürich kanton), 1934. május 13. –) svájci író, drámaíró, költő, irodalomtudós, egyetemi tanár.

## Pályafutása
Adolf Muschg germanisztikát, angolt és pszichológiát tanult a zürichi egyetemen, és Ernst Barlachból írta doktori disszertációját. 1959-től 1962-ig egy zürichi gimnáziumban dolgozott mint irodalomtanár. Ezután több kül- és belföldi egyetemen volt vendégtanár, majd 1970-ben a zürichi Eidgenössische Technische Hochschule irodalom- és németprofesszora lett. Kilchbergben él Zürich mellett, 1965 óta ír regényeket és elbeszéléseket. Regényeinek gyakori témája a polgári családi élet problémái, az intellektuális réteg hatalomhoz való viszony, a bűn, a sikertelenség kérdései és a művészet (terápiás) szerepe a társadalomban. Legismertebb regénye Albissers Grund, amely – mint később pl. a Baiyun – egy krimitörténet kereteit kihasználva a fentebb említett problémákkal foglalkozik. A főszereplők körüli cselekményeken kívül betekintést nyerhetünk a svájci mentalitásba és társadalomba, és ezen cél érdekében helyenként szatirikus hangvételű. Muschg pszichológiai és pszichoanalitikus megközelítése jól számon követhető ismert esszéjében is.

## Legfontosabb művei
- Im Sommer des Hasen, 1965
- Gegenzauber, 1967
- Fremdkörper, 1968
- Rumpelstilz. Ein kleinbürgerliches Trauerspiel, 1968
- Mitgespielt, 1969
- Die Aufgeregten von Goethe. Ein politisches Drama, 1971
- Liebesgeschichten, 1972
- Albissers Grund, 1974
- Entfernte Bekannte, 1976
- Kellers Abend. Ein Stück aus dem 19. Jahrhundert, 1976
- Gottfried Keller, 1977
- Besuch in der Schweiz. Vier Erzählungen, 1978
- Noch ein Wunsch, 1979
- Baiyun oder die Freundschaftsgesellschaft, 1980
- Literatur als Therapie? Ein Exkurs über das Heilsame und das Unheilbare, 1981
- Leib und Leben, 1982
- Das Licht und der Schlüssel. Erziehungsroman eines Vampirs, 1984
- Der Turmhahn und andere Liebesgeschichten, 1987
- Die Schweiz am Ende. Am Ende die Schweiz. Erinnerungen an mein Land vor 1991
- Der Rote Ritter. Eine Geschichte von Parzival, 1993
- Herr, was fehlt Euch? Zusprüche und Nachreden aus dem Sprechzimmer des heiligen Grals, 1994
- Die Insel, die Kolumbus nicht gefunden hat. Sieben Gesichter Japans, 1995
- mein Heimatland! 150 Versuche mit dem berühmten Schweizer Echo, 1998
- Sutters Glück, 2001
- Das gefangene Lächeln, 2002
- Gehen kann ich allein und andere Liebesgeschichten, 2003
- Der Schein trügt nicht. Über Goethe, 2004
- Eikan, du bist spät, 2005
- Wenn es ein Glück ist. Liebesgeschichten aus vier Jahrzehnten, 2008
- Kinderhochzeit, Roman, 2008

## Magyarul megjelent művei
- A pásztor avagy a tanya, Égtájak 1974, Öt világrész elbeszélései, Európa Kiadó, 1974